# Archidiocèse de Minsk-Moguilev
L'archidiocèse de Minsk-Moguilev (en latin : Archidioecesis Minscensis Latinorum-Mohiloviensis Latinorum, en allemand : Erzbistum Lemberg, en polonais : Archidiecezja lwowska) est une circonscription ecclésiastique de l'Église catholique en Biélorussie dont le siège est situé à Minsk  capitale de la Biélorussie. 

## Suffragants
Les diocèses de Hrodna (ou Grodno), Pinsk, Vitebsk sont suffragants de l'archidiocèse de Minsk-Moguilev. 

## Histoire

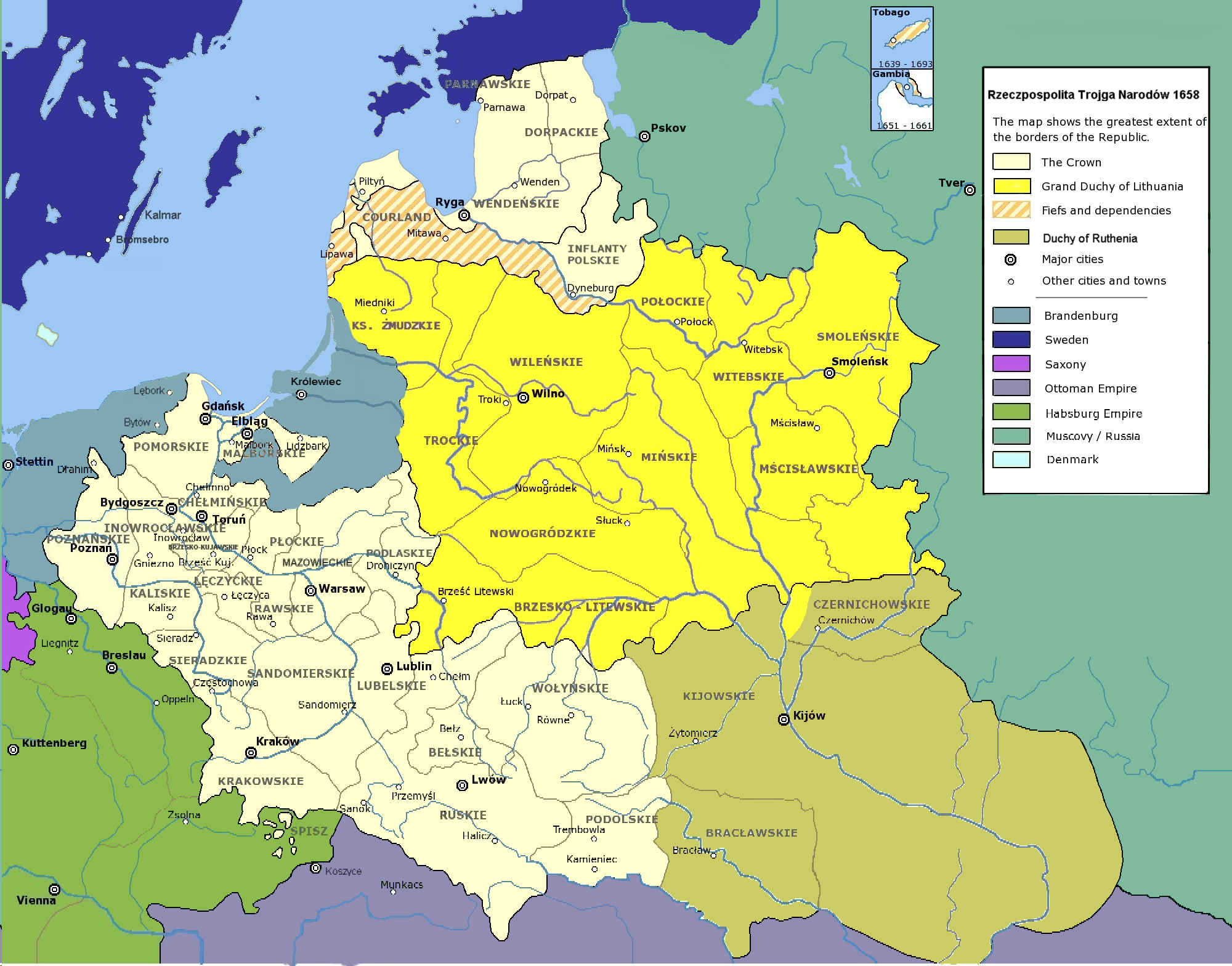
Le royaume de Pologne, le grand-duché de Lituanie et le duché de Ruthénie en 1658

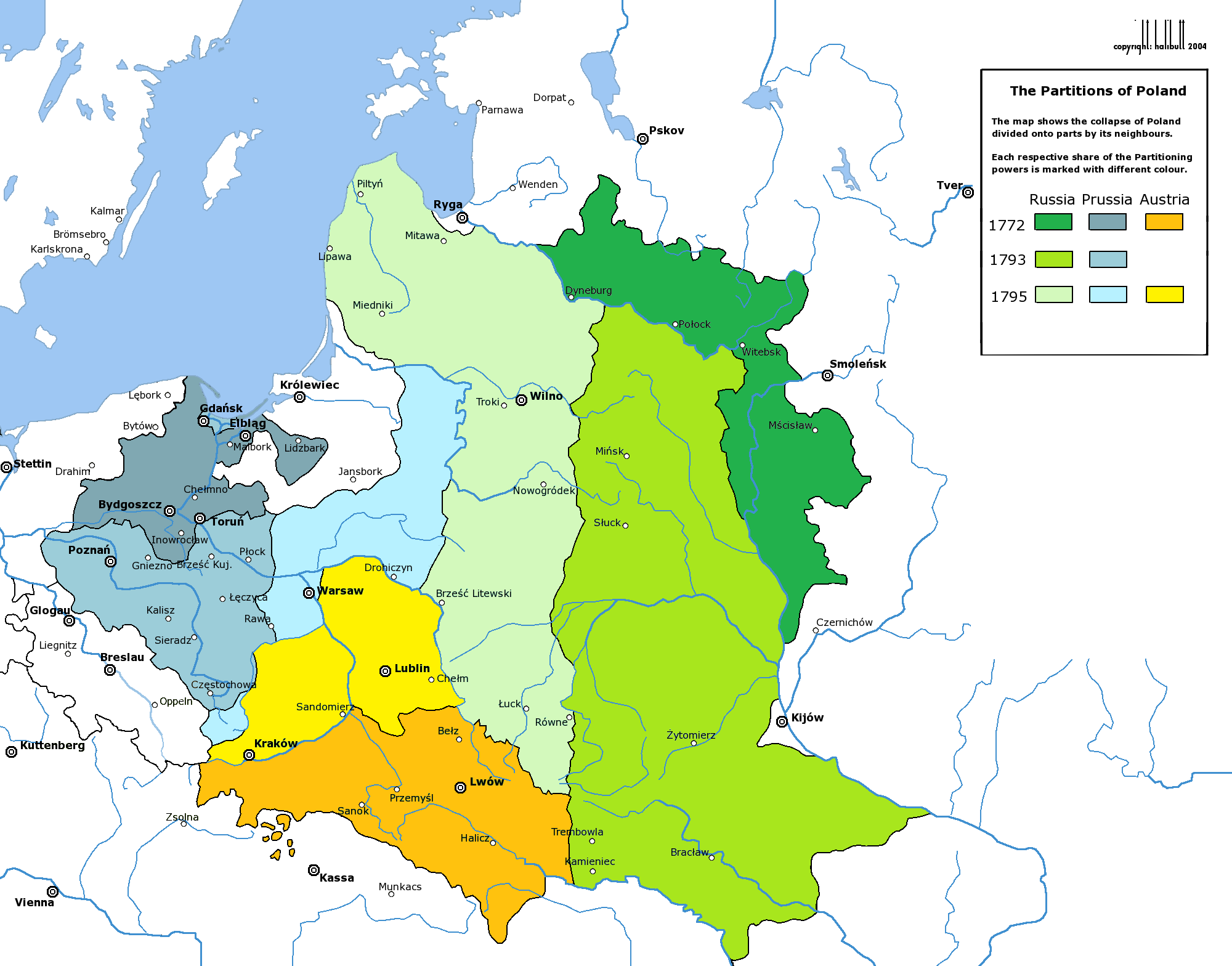
Les trois partages de la Pologne
1772 - 1793 - 1795

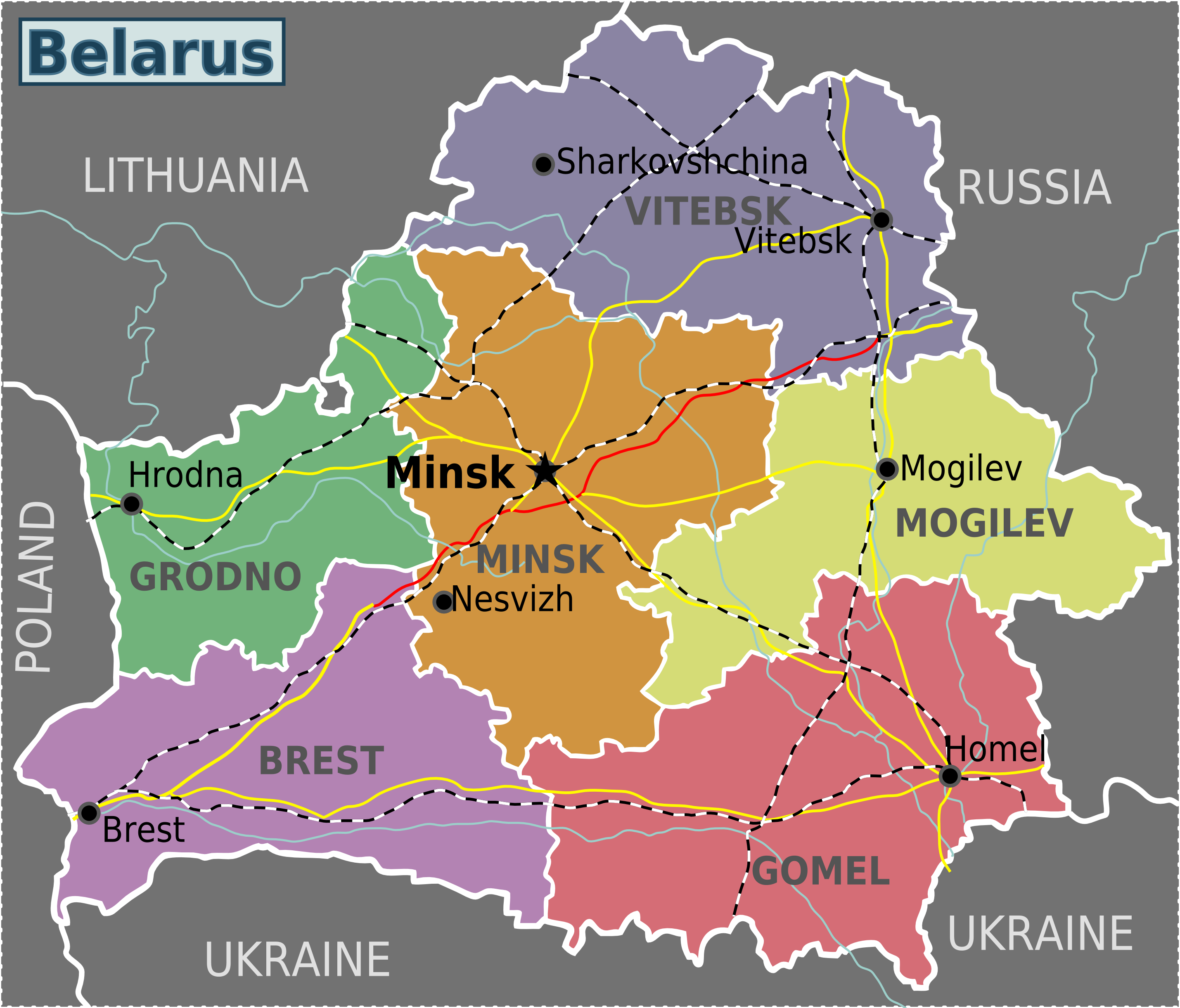
Voblasts de Biélorussie

Après le premier partage de la Pologne, en 1772, par une action unilatérale de la tsarine Catherine II, sans demander l'accord préalable du Saint-Siège, a été créé le diocèse de Moguilev. Son territoire était séparé du diocèse d'Inflanty (en) (diocèse de Livonie) et du diocèse de Smolensk (en).
En 1782, la tsarine Catherine II ⁰a élevé le diocèse en archidiocèse non-métropolitain de Moguilev. Ce n'est que le 15 avril 1783 que le pape Pie VI a donné son accord dans la bulle Onerosa pastoralis officii.
Le 9 août 1798, l'archidiocèse de Moguilev a perdu une partie de son territoire pour établir le diocèse de Minsk, en Russie blanche, après le troisième partage de la Pologne. L'archidiocèse de Moguilev devient ensuite métropolitain avec cinq diocèses suffragants. La bulle Modernis undique pressi du pape Pie VI a confirmé la nouvelle organisation de l'Église de Vilnius, Samogitie, Loutsk-Jytomyr, Kamianets-Podilsky. Il devient l'archidiocèse catholique de tout l'Empire russe :
- archidiocèse métropolitain de Moguilev, qui s'étend sur les gouvernements de Moguilev, Vitebsk en Russie Blanche, de Kiev en Ukraine, de Pétersbourg, de Moscou, de Livonie, de Saratov, d'Astrakhan, de Crimée
  - diocèse de Samogitie, avec un évêque auxiliaire,
  - diocèse de Vilnius qui embrassait toute la Lituanie, la Courlande et le territoire du diocèse de Livonie (en) qui a été supprimé, avec quatre évêques auxiliaires à Vilnius, Brest, Trakai et Courlande,
  - diocèse de Loutsk qui s'étendait sur toute la Volhynie, le diocèse de Kiev, avec deux évêques auxiliaires à Loutsk (Lutsk, Łuck) et Jytomyr,
  - diocèse de Kamianets-Podilsky qui s'étend sur toute la Podolie,
  - diocèse de Minsk créé après la séparation du gouvernement de Minsk de celui de Vilnius[1].

Un concordat est signé entre le Saint-Siège et l'Empire russe en 1847 après des discussions en juin 1847 précisant l'organisation de l'Église catholique dans l'Empire russe avec un archidiocèse et six diocèses :
- archidiocèse de Moguilev embrassant toutes les parties de l'Empire russe sauf les six diocèses ci-dessous,
  - diocèse de Vilnius comprend les gouvernements de Vilnius et de Grodno,
  - diocèse de Telsch ou de Samogitie dans les limites des gouvernements de Courlande et de Kaunas,
  - diocèse de Minsk à l'intérieur des limites du gouvernement de Minsk,
  - diocèse de Loutsk et Jytomyr composé du gouvernement de Kiev et du gouvernement de Volhynie,
  - diocèse de Kamianets-Podilsky avec le gouvernement de Podolie,
  - nouveau diocèse de Tiraspol avec la province de Bessarabie, les gouvernements de Kherson, d'Iekaterinoslav, Saratov, la Crimée (Tauride), l'Astrakhan, Samara, créé le 3 juillet 1848.

Le diocèse de Minsk est administré par l'archidiocèse de Moguilev après la mort de l'évêque Adam Wojtkiewicz en 1869. Le 30 octobre 1917, l'ambassadeur russe auprès du Saint-Siège a accepté la restauration du diocèse de Minsk. Zygmunt Łoziński, chanoine de Moguilev est nommé évêque de Minsk le 2 novembre 1917. Pendant la guerre soviéto-polonaise, les troupes polonaises entrées dans Minsk le 8 août 1919 sont accueilles comme des libérateurs par l'évêque Łoziński.
Après la Première Guerre mondiale et le traité de Versailles, les frontières de l'Empire russe ont considérablement changé à l'ouest. Le diocèse de Minsk est rétabli après 1917 mais a perdu des territoires pour créer le diocèse de Pinsk, le 28 octobre 1925.
Le diocèse de Minsk a été élevé comme archidiocèse métropolitain de Minsk-Mohilev le 13 avril 1991 en englobant l'ancien archidiocèse de Moguilev. 
Le 13 octobre 1999, l'archidiocèse de Minsk-Moguilev a perdu des territoires pour ériger le diocèse de Vitebsk.

## Églises particulières du diocèse de Minsk
- Cathédrale de la Bienheureuse Vierge Marie de Minsk
- Cocathédrale de l'Assomption de la Bienheureuse Vierge Marie et Saint-Stanislas de Moguilev.

Basilique mineure :
- Basilique Notre-Dame de l'Assomption de Budslau.

## Évêques de Minsk, puis archevêques de Minsk-Moguilev

### Évêques de Minsk
- Jakub Ignacy Dederko (S.J.), nommé en 1798 jusqu'à sa mort le 13 février 1829,
  - Stefan Poźniak, administrateur apostolique, de 1816 à 1824,
  - Józef Kamiński, administrateur apostolique, de 1824 à 1829,
- Mateusz Lipski (O.S.B.M.), confirmé le 28 février 1831 jusqu'à sa mort le 21 novembre 1839,
  - Paweł Rawa, administrateur apostolique, de 1830 jusqu'au 18 mars 1852,
- Adam Wojtkiewicz, nommé le 18 mars 1852 jusqu'à sa mort le 23 décembre 1869,
  - Antoni Fiałkowsk, administrateur apostolique, du 23 février 1872 jusqu'au 11 février 1883,
  - Aleksander Kazimierz Gintowt-Dziewaltowski, administrateur apostolique, depuis le 15 mars 1883 jusqu'au 26 août 1889,
  - Szymon Marcin Kozłowski, du 14 décembre 1891 jusqu'au 26 novembre 1899,
  - Bolesław Hieronim Kłopotowski, administrateur apostolique, le 15 avril 1901 jusqu'au 24 février 1903,
  - Jerzy Józef Elizeusz Szembek, administrateur apostolique, depuis le 9 novembre 1903 jusqu'au 7 août 1905,
  - Apolinary Wnukowski, administrateur apostolique, 29 novembre 1908 jusqu'au 4 juin 1909,
  - Wincenty Kluczynski, administrateur apostolique, du 7 avril 1910 jusqu'au 22 septembre 1914,
- Zygmunt Konstanty Antoni Łoziński, depuis le 2 novembre 1917 jusqu'au 28 octobre 1925, puis évêque de Pinsk,
  - Boļeslavs Sloskāns, administrateur apostolique, du 13 août 1926 jusqu'au 18 avril 1981,
  - Tadeusz Kondrusiewicz, administrateur apostolique, du 10 mai 1989 jusqu'au 13 avril 1991.

### Archevêques de Minsk-Mohilev
- Cardinal Kazimierz Świątek (Казімір Свёнтэк), du 13 avril 1991 jusqu'au 14 juin 2006,
  - Antoni Dziemianko (Антонi Дзям’янка), administrateur apostolique du 14 juin 2006 jusqu'au 21 septembre 2007,
- Tadeusz Kondrusiewicz (de), du 21 septembre 2007 au 3 janvier 2021.
- Iosif Staneuski, depuis le 14 septembre 2021.